# Teoria dell'area in geometria iperbolica
La teoria dell'area in geometria iperbolica è una teoria nell'ambito della geometria iperbolica.

## Definizione
È possibile creare un parallelo tra l'area di un poligono definita nel piano euclideo e l'area di una poligonale definita nel piano iperbolico.
Nella geometria euclidea è definita una funzione area che soddisfa proprietà tali da ritenerla una corretta misura di una superficie.
Inoltre nel piano euclideo le poligonali godono della proprietà di equiscomponibilità.
In particolare valgono i seguenti teoremi:
- Se due regioni triangolari hanno la stessa area allora sono equiscomponibili;
- Se due regioni poligonali hanno la stessa area, allora sono equiscomponibili.

Osserviamo che nel piano euclideo non tutte le regioni piane sono equiscomponibili.
Analogamente anche nello spazio euclideo non tutti i solidi godono della proprietà di equiscomponibilità: infatti prismi di ugual volume sono equiscomponibili, mentre prismi e piramidi di ugual volume non sono equiscomponibili.
In geometria iperbolica è possibile definire una funzione che soddisfi le condizioni della funzione area. Essa è la funzione difetto angolare.
Tale funzione soddisfa gli assiomi 1 - 4 definiti per la funzione area (osserviamo che in geometria iperbolica non esistono rettangoli, pertanto l'assioma 4 non può risultare falso) e la proprietà di equiscomponibilità.
In particolare vale il seguente teorema:
Teorema 1: Se {\displaystyle A} è una funzione definita dall'insieme {\displaystyle {\mathcal {P}}} di tutte le regioni poligonali nell'insieme dei numeri reali (quindi {\displaystyle A\colon {\mathcal {P}}\to \mathbb {R} }) che gode delle i proprietà A1 e A3 della funzione area, e della proprietà di equiscomponibilità, allora esiste un numero {\displaystyle h} tale che per ogni regione poligonale {\displaystyle P} vale
{\displaystyle A(P)=h\cdot d(P),}
dove {\displaystyle d(P)} è il difetto angolare della regione {\displaystyle P}.
Il teorema assicura che il difetto angolare è l'unica possibile funzione area che, a meno di una costante arbitraria, salvaguarda le proprietà peculiari della misura delle superfici nel piano iperbolico.
Valgono i seguenti teoremi relativi all'equiscomponibilità, analoghi al caso euclideo:
Teorema 2:  Se due regioni triangolari hanno lo stesso difetto angolare (e quindi la stessa area) allora sono equiscomponibili;
Teorema 3:  Se due regioni poligonali hanno lo stesso difetto angolare (e quindi la stessa area), allora sono equiscomponibili.
Il teorema precedente dimostra che in geometria iperbolica l'area di un triangolo e l'area di un poligono si mantengono al di sotto di un valore costante, in particolare:
{\displaystyle A({\text{triangolo}})<h\pi ;}
{\displaystyle A({\text{poligono}})<nh\pi ,} (dove {\displaystyle n} è il numero di lati del poligono).
Osserviamo che nel piano iperbolico la funzione area è definita a meno di una costante arbitraria {\displaystyle h}, pertanto è possibile sfruttare l'arbitrarietà di {\displaystyle h} per scegliere la funzione difetto angolare in modo che si abbia l'identità numerica tra l'area definita nel piano iperbolico e nel piano euclideo.